# Belonuchus rufipennis

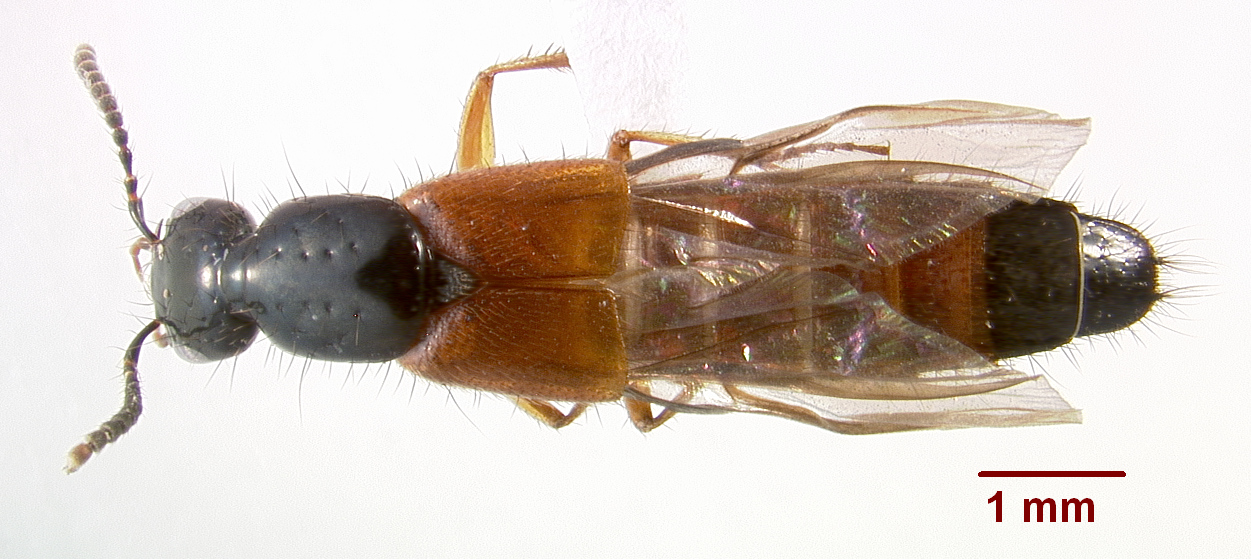

Belonuchus rufipennis är en skalbaggsart som först beskrevs av Fabricius 1801.  Belonuchus rufipennis ingår i släktet Belonuchus och familjen kortvingar. Inga underarter finns listade i Catalogue of Life.